# Pieter Bouman
Pieter Bouman (Soerabaja, Java, Nederlands-Indië, 1 augustus 1924 – Dordrecht, 6 januari 1997) was een Nederlandse verzetsstrijder tijdens de Tweede Wereldoorlog. Piet Bouman werd door het Bureau Inlichtingen (BI), in de nacht van 24 op 25 februari 1945, in de omgeving van Vriezenveen, boven Overijssel geparachuteerd. Hij verzorgde het radiocontact tussen de spionagegroep Albrecht en het BI in Eindhoven. Na de bevrijding van Nederland meldde hij zich bij het BI in Eindhoven terug.

## Engelandvaarder
Bouman monsterde op 15 juni 1943 op het m/s HADA aan in de wetenschap dat de HADA in Zweden aan de grond zou worden gevaren. Waarna voor hem de mogelijkheid ontstond om via Zweden naar Engeland te gaan. Bouman werd in Londen opgeleid tot agent van het Bureau Inlichtingen. Het BI werkte nauw samen met de Engelse Secret Intelligence Service (SIS). Na zijn opleiding tot radiotelegrafist was hij gereed om boven bezet Nederland te worden geparachuteerd.

## Opdracht
Bouman had de opdracht om het radiocontact te verzorgen tussen de spionagegroep Albrecht en het BI in Eindhoven.

## Terug in Nederland
In de nacht van 23 op 24 februari 1945 werd Piet Bouman, in de omgeving van Vriezenveen, boven Overijssel geparachuteerd. De agent Karel Christiaan Mooiweer zorgde met enkele leden van plaatselijke Knokploeg (KP) voor zijn opvang bij Vriezenveen. Bouman landde met twee containers drie kilometer te ver van zijn pinpoint. In de containers zaten vier radiosets. De radiosets waren bestemd voor de spionagegroep Albrecht en voor de agent Meint Adolf Smid.

## Plaats van tewerkstelling
Na zijn parachutering reisde Bouman samen met Mooiweer naar hun onderduikadres in Vroomshoop. Ze richtten her en der een seinpost in. De seinpost diende ter vervanging van de seinpost van de agent Ben Buunk. Buunk was op 10 februari 1945 op zijn onderduikadres in Vroomshoop door de Sicherheitsdienst (SD) gearresteerd. Na de arrestatie van Buunk  probeerden Bouman en Mooiweer de werkzaamheden van Buunk bij de Zendgroep Oost en het Inlichtingencentrum Oost voort te zetten. Ze werkten onder vrij moeilijke omstandigheden want evenals bij Buunk zat de SD de agenten steeds op de hielen. In maart 1945 trok Bouman samen met Mooiweer van de ene plaats in Overijssel naar de andere. Steeds weer moesten zij hun werkzaamheden onderbreken omdat de accu's van hun zendapparatuur het lieten afweten. Om hun problemen enigszins te kunnen oplossen had de agent Menco Rein Mulder vanuit Londen vijf complete radio-sets meegebracht. Toen de door Mulder meegebrachte radio-installaties bij Bouman en Mooiweer waren afgeleverd beschikten de agenten over meer seintoestellen dan zendmogelijkheden. Door een golf van arrestaties die begin februari 1945 de Radiodienst van de Raad van Verzet had getroffen was er bij de Zendgroep Oost een gebrek aan radiotelegrafisten ontstaan. Daarom leidden Bouman en Mooiweer een aantal lokale radiotelegrafisten op. Na een korte onderbreking waren de radiotelegrafisten in staat om de draad bij de Zendgroep Oost op te pakken.
Bouman en Mooiweer volgden met grote interesse de activiteiten van de SS-Werfer-Abteilung 500. De Abteilung 500 had in de omgeving van Hellendoorn en Dalfsen een lanceerbasis ingericht. Door de eenheid werden vanuit lanceerplaatsen in de omgeving van Hellendoorn en Dalfsen V2-raketten afgevuurd op allerlei geallieerde doelen. De voornaamste doelen die onder vuur werden genomen waren de haven van Antwerpen en de Ludendorffbrug over de Rijn bij Remagen in Duitsland. De verzamelde militaire inlichtingen werden bijna dagelijks naar het BI in Londen en Eindhoven doorgeseind.
In de eerste dagen van april 1945 reisde Mooiweer alleen verder. Bouman zette zijn werkzaamheden tot aan de bevrijding van Nederland voort. Na de bevrijding meldde hij zich terug bij het BI in Eindhoven. Tijdens de radiocontacten met het BI  maakte Bouman gebruik van de codenamen Sven, Klein Duimpje en Wim de Groot. Tijdens zijn contacten in het veld gebruikte hij de schuilnaam Pieter van der Zande.

## Onderscheidingen
- Het Bronzen Kruis, KB nr.8 van 30 augustus 1948[1].